# Благочинный
Благочи́нный — в православной церкви административная должность священника, при назначении на которую он становится одним из помощников епископа в части надзора за порядком в определённом церковном округе в составе епархии, называемом благочинием. Благочинный является своеобразным посредником между приходом и епархиальным управлением по ряду вопросов. Благочинного назначает правящий архиерей епархии из числа её священнослужителей (как правило, проживающих на этой территории). В католической церкви аналогом благочинного является декан (архипресвитер), в лютеранских церквях — пробст.

## История
Должность благочинного была учреждена в XVIII веке при Петре I вместо поповских старост. Общая инструкция благочинных была утверждена Святейшим Синодом в 1828 г. Если благочинный священник ведал более чем пятнадцатью церквами, располагавшимися на значительном удалении друг от друга, то ему, согласно Уставу Духовных консисторий, мог придаваться помощник.
Надзор над духовенством и его делами был распространён на мужские и женские монастыри, а также на военное ведомство.

### Благочинные в военном ведомстве
Обязанность благочинного военного духовенства состояла в объединении действий военных священников и выполнении вспомогательных функций посредника между высшей духовной властью военного и морского ведомств и подчиненным духовенством.
23 октября (4 ноября) 1807 года протоиерею Онисиму Боровику, назначенному духовным начальником в Дунайской армии генерал-фельдмаршала кн. Прозоровского, одному из первых было предоставлена должность старшего благочинного.
В 1821 году были введены должности корпусных благочинных, «ради скорейшего течения дел и по тому резону, что во время военных действий войска корпусами действуют отдельно от главных сил».
В служебных правах военные священнослужители были приравнены к следующим армейским чинам:
- Благочинный и настоятель собора (штатный протоиерей) с 1859 г. приравнен к чину майор, а с 1889 г. приравнен к чину полковник.
- То же и для благочинного иерея — с 1859 г. майор, а с 1889 г. — подполковник.

С 12 (24) июня 1890 г. согласно «Положению об управлении церквами и духовенством военного ведомства», ближайшими помощниками протопресвитера военного и морского духовенства являются дивизионные Благочинные (армейские, гвардейские и флотские), которые и служат посредствующими органами между высшей военной духовной властью и подчиненным ей духовенством. На их обязанности лежит ближайшее наблюдение за подведомственными им военным церквами и духовенством.
В 1914 г. в русской армии насчитывалось около пяти тысяч военных священников и более ста дивизионных благочинных. В 1915 г. была введена должность гарнизонного благочинного в гарнизонах, где служили несколько священников.

### Благочинный в монастыре и в семинарии
В больших мужских русских монастырях благочинный монастыря, наряду с экономом, являются ближайшими помощниками настоятеля или наместника монастыря. Обязанностью монастырского благочинного является контроль за всеми богослужениями в монастыре.
Во многих русских семинариях также есть должность благочинного священника, ответственного за порядок, благолепие и правильное совершение богослужений в семинарском храме. Благочинный священник является главным наставником новорукоположенных диаконов и священников, учащихся семинарии.

## Обязанности благочинных
Деятельность современных благочинных Русской Православной церкви определяется «Положением о благочиннических округах, входящих в состав епархий, и о благочинных», принятым на заседании Священного Синода 28 декабря 2018 года (журнал № 128). Смотрению благочинного над причтами поручается 10-30 окрестных церквей, которые составляют в епархии благочиннический округ. Если в округе находится более 15 приходов, благочинному может быть придан помощник. Над монастырями определяется в епархии один или несколько благочинных, смотря по числу и расстоянию до монастырей в епархии. Права и обязанности благочинных того и другого рода определяются особыми инструкциями, утверждёнными Святейшим синодом. Обязанности благочинного над церквями весьма сложны, и предметы, относящиеся к их деятельности, весьма разнообразны. Они состоят в следующем:
- Через благочинного епархиальное начальство производит ближайший и всесторонний надзор за церквями и духовенством округа с целью «охранения порядка в церкви и исправности в её служителях на пользу христиан и на славу Божию».
- Через благочинного приводятся в исполнение распоряжения епархиального начальства, относящиеся к приходским церквам и к церковным причтам. И, наконец, благочинный разрешает священникам отлучаться далее 25 верст от их прихода в той же епархии.
- Благочинный имеет некоторую руководственную власть по отношению к причтам своего округа. Так, он разрешает недоразумения причта относительно смысла начальственных распоряжений, имеет власть давать нужные наставления и прочее.
- Благочинному принадлежит некоторое право суда по таким спорным делам и жалобам между духовными лицами или между ними и прихожанами, которые могут быть окончены примирением, или по таким проступкам духовных лиц, которые по закону не требуют формального судопроизводства и могут быть устранены мерами увещания, выговоров, внушений и т. п. Священников он имеет право штрафовать внушением при причте, а диаконов и причетников, кроме того, и земными поклонами в церкви.

В связи с этим, благочинный должен:
- Являть собою достойный пример православного пастыря.
- Предоставлять правящему Архиерею своевременную, правдивую и самую точную информацию о положении дел в подотчётных ему приходах.
- Благочинный обязан самолично, не менее двух раз в течение года, посетить все приходы своего благочиния, а при особой надобности — немедленно выезжать в проблемные приходы для разрешения возникших недоразумений и конфликтов. В случае необходимости возглавлять заседание приходского совета.
- Требовать отчётов от настоятелей храмов и других клириков своего благочиния о состоянии дел на приходах, о количестве и правильности совершённых богослужений и проведённых общественных мероприятиях, о различных направлениях благотворительной деятельности, о произнесённых с амвона проповедях, о занятиях с прихожанами в воскресных и приходских вечерних школах, о личном прохождении каждым священнослужителем регулярной исповеди, требовать от них скорейшего поступления в Духовную Семинарию на заочный сектор, успешного завершения духовного образования и продолжения его в Духовной Академии и Аспирантуре, написание дипломных и научных работ по церковной тематике, выступлений на конференциях и публикаций в периодических изданиях.
- Проверять надлежащее состояние Алтаря, Святого Престола, Жертвенника, Антиминса, Священных сосудов, икон, свечей, лампад, углей и всей церковной утвари.
- Следить за чистотой, благолепным содержанием и исправным техническим состоянием (пожарной, охранной и санитарной безопасностью) храмов, и соблюдением богослужебного Устава подопечных приходов.
- Производить внезапные проверки всей документации, в том числе доходов и расходов курируемых приходов, а также отчислений в государственные налоговые органы.
- Собирать с вверенных приходов денежные взносы, направлять их в Епархию и на помощь особо нуждающимся храмам, монастырям, клирикам и на другие церковные и гражданские нужды.
- Защищать перед светскими властями оклеветанных служителей и других чад Православной Церкви.
- Ходатайствовать о рукоположении новых священников и диаконов, о пострижении монахов/монахинь, о назначении псаломщиков. Заботливо наставлять (консультировать) новопоставленных и, при необходимости, руководить ими.
- Содействовать реставрации древних храмов, восстановлению утраченных храмов и строительству новых храмов в наиболее подходящих местах своего благочиния.
- Поощрять усердных клириков — представлять их к церковным наградам, наказывать нерадивых — выносить жёсткие выговоры, докладывать Архиерею о случившемся безобразии, являть положительный пример лично собою — достойно служить Богу и людям.
- В случаях перемещения настоятелей, непосредственно присутствовать и контролировать сдачу и приём церковных приходов.
- Организовывать в масштабах благочиния совместные молитвы, церковные торжества, выставки православного искусства, крестные ходы, паломничества, благотворительные акции, публичные воззвания к народу и ко властям. Распространять церковные газеты и журналы.
- Участвовать в Епархиальном совете, в разработке планов дальнейших действий и церковных документов, вносить полезные предложения и приемлемую критику.
- Примирять конфликтующих, не бояться кого-то наказать, уметь разбираться во всех вероучительных, правовых, хозяйственных и финансовых делах, убеждать оппонентов, находить общий язык с самыми разными людьми.

Благочинному над монастырями инструкцией указан обширный круг обязанностей и власти ввиду особенной организации монастырского управления и власти настоятелей монастырей. Главные предметы надзора благочинного над монастырями суть богослужение, благочестие, нравственность и хозяйство.